# A3 (Италија)
Ауто-пут А3 (итал. Autostrada A3 или Autostrada Napoli-Reggio Calabria) је ауто-пут у Италији, на југу Апенинског полуострва. Почиње од Напуља, па иде кроз Косенце и до Ређо Базиликате.